# Park Kyung-mo
Park Kyung-mo (in hangŭl: 박경모; 15 agosto 1975) è un arciere sudcoreano.

## Palmarès

### Olimpiadi
- 3 medaglie:
  - 2 ori (Atene 2004 a squadre; Pechino 2008 a squadre)
  - 1 argento (Pechino 2008 nell'individuale)

### Mondiali
- 6 medaglie:
  - 4 ori (Antalya 1993 nell'individuale; Pechino 2001 a squadre; New York 2003 a squadre; Madrid 2005 a squadre)
  - 1 argento (Antalya 1993 a squadre)
  - 1 bronzo (Pechino 2001 nell'individuale)

### Giochi asiatici
- 3 medaglie:
  - 3 ori (Hiroshima 1994 nell'individuale; Hiroshima 1994 a squadre; Doha 2006 a squadre)

### Coppa del Mondo
- 1 medaglia:
  - 1 oro (Merida 2006 nell'individuale)